# Diego Placente
Diego Rodolfo Placente (Buenos Aires, 24 aprile 1977) è un allenatore di calcio ed ex calciatore argentino, di ruolo difensore, attuale commissario tecnico della nazionale Under-20 argentina.

## Carriera
Di ruolo Terzino sinistro, all'occorrenza ha giocato anche difensore centrale e centrocampista di sinistra.
La sua carriera calcistica inizia nel 1995 quando poco più che maggiorenne esordisce nel campionato argentino con la maglia del Argentinos Juniors. Due anni più tardi si trasferisce nel River Plate, fortemente voluto dall'allenatore di allora, Ramón Díaz. Nel gennaio del 2001 arriva per Diego la grande occasione di approdare in Europa; a comprare il suo cartellino è il Bayer Leverkusen. Qui trascorre cinque anni ottenendo un secondo posto nella UEFA Champions League 2001-2002 persa in finale contro il Real Madrid. Alla fine del campionato 2004-2005 Placente, d'accordo con la società, non rinnova il contratto con i tedeschi, e si trova libero di trovare una squadra.
Durante l'estate 2005 ha numerosi contatti con Genoa, Roma, Everton e Atletico Madrid ma alla fine a spuntarla è il Celta de Vigo che gli fa firmare un contratto fino al 2008, successivamente rescisso il 9 settembre 2007.
Dal 9 gennaio al 28 luglio 2008 milita nella squadra argentina del San Lorenzo, allenato di nuovo da Ramón Díaz. Ha firmato poi un contratto con il Bordeaux il 28 luglio 2008.
Il 19 luglio 2010 il Bordeaux lo cede al San Lorenzo.
Il 15 luglio 2011 viene acquistato dal Nacional con il quale firma un contratto annuale.
Il 31 luglio 2012 firma un contratto con l'Argentinos Juniors.
Dopo esser stato vice allenatore prima dell'Argentinos Juniors e poi della Nazionale Under20 dell'Argentina, dal 2021 è allenatore della Nazionale Under-17 di calcio dell'Argentina.

## Statistiche

### Presenze e reti nei club
| Stagione                  | Squadra                   | Campionato                | Campionato | Campionato | Coppe nazionali | Coppe nazionali | Coppe nazionali | Coppe continentali | Coppe continentali | Coppe continentali | Altre coppe | Altre coppe | Altre coppe | Totale | Totale |
| Stagione                  | Squadra                   | Comp                      | Pres       | Reti       | Comp            | Pres            | Reti            | Comp               | Pres               | Reti               | Comp        | Pres        | Reti        | Pres   | Reti   |
| ------------------------- | ------------------------- | ------------------------- | ---------- | ---------- | --------------- | --------------- | --------------- | ------------------ | ------------------ | ------------------ | ----------- | ----------- | ----------- | ------ | ------ |
| 1995-1996                 | Argentinos Juniors        | N                         | 8          | 0          | -               | -               | -               | -                  | -                  | -                  | -           | -           | -           | 8      | 0      |
| 1996-1997                 | Argentinos Juniors        | B                         | 26         | 0          | -               | -               | -               | -                  | -                  | -                  | -           | -           | -           | 26     | 0      |
| 1997-1998                 | Argentinos Juniors        | M+N                       | 2          | 0          | -               | -               | -               | -                  | -                  | -                  | -           | -           | -           | 2      | 0      |
| Totale Argentinos Juniors | Totale Argentinos Juniors | Totale Argentinos Juniors | 36         | 0          |                 | -               | -               |                    | -                  | -                  |             | -           | -           | -      | -      |
| 1997-1999                 | River Plate               | PD                        | 30         | 0          | -               | -               | -               | -                  | -                  | -                  | -           | -           | -           | 30     | 0      |
| 1998-1999                 | River Plate               | PD                        | 29         | 1          | -               | -               | -               | SS                 | -                  | -                  | -           | -           | -           | 29     | 1      |
| 1999-2000                 | River Plate               | PD                        | 33         | 2          | -               | -               | -               | CL                 | -                  | -                  | -           | -           | -           | 33     | 2      |
| 2000-2001                 | River Plate               | PD                        | 18         | 2          | -               | -               | -               | CL                 | -                  | -                  | -           | -           | -           | 18     | 2      |
| Totale River Plate        | Totale River Plate        | Totale River Plate        | 100        | 5          |                 | -               | -               |                    | -                  | -                  |             | -           | -           | -      | -      |
| 2000-2001                 | Bayer Leverkusen          | BL                        | 12         | 0          | CG              | -               | -               | UEL                | 12                 | 0                  | -           | -           | -           | -      | -      |
| 2001-2002                 | Bayer Leverkusen          | BL                        | 32         | 1          | CG              | -               | -               | UCL                | -                  | -                  | -           | -           | -           | 32     | 1      |
| 2002-2003                 | Bayer Leverkusen          | BL                        | 23         | 1          | CG              | -               | -               | UCL                | -                  | -                  | -           | -           | -           | 23     | 1      |
| 2003-2004                 | Bayer Leverkusen          | BL                        | 27         | 1          | CG              | -               | -               | UCL                | -                  | -                  | -           | -           | -           | 27     | 1      |
| 2004-2005                 | Bayer Leverkusen          | BL                        | 29         | 0          | CG              | -               | -               | UCL                | -                  | -                  | -           | -           | -           | 29     | 0      |
| Totale Bayer Leverkusen   | Totale Bayer Leverkusen   | Totale Bayer Leverkusen   | 123        | 3          |                 | -               | -               |                    | -                  | -                  |             | -           | -           | -      | -      |
| 2005-2006                 | Celta Vigo                | PD                        | 25         | 0          | CR              | -               | -               | CU                 | -                  | -                  | -           | -           | -           | 25     | 0      |
| 2006-2007                 | Celta Vigo                | PD                        | 34         | 0          | CR              | -               | -               | CU                 | -                  | -                  | -           | -           | -           | 34     | 0      |
| 2007-2008                 | San Lorenzo               | PD                        | 14         | 0          | -               | -               | -               | CL                 | -                  | -                  | -           | -           | -           | 14     | 0      |
| 2008-2009                 | Bordeaux                  | D1                        | 6          | 0          | CF              | -               | -               | -                  | -                  | -                  | -           | -           | -           | 6      | 0      |
| 2009-2010                 | Bordeaux                  | D1                        | 3          | 0          | CF              | -               | -               | CU                 | -                  | -                  | -           | -           | -           | 3      | 0      |
| Totale Bordeaux           | Totale Bordeaux           | Totale Bordeaux           | 9          | 0          |                 | -               | -               |                    | -                  | -                  |             | -           | -           | -      | -      |
| 2010-2011                 | San Lorenzo               | PD                        | 16         | 0          | -               | -               | -               | CL                 | -                  | -                  | -           | -           | -           | 16     | 0      |
| 2011-2012                 | Nacional                  | PD                        | 14         | 0          | -               | -               | -               | CS+CL              | 14                 | 0                  | -           | -           | -           | -      | -      |
| 2012-2013                 | Argentinos Juniors        | N                         | 14         | 1          | -               | -               | -               | -                  | -                  | -                  | -           | -           | -           | 14     | 1      |
| 2013-2014                 | Argentinos Juniors        | N                         | 2          | 0          | -               | -               | -               | -                  | -                  | -                  | -           | -           | -           | 2      | 0      |
| Totale Argentinos Juniors | Totale Argentinos Juniors | Totale Argentinos Juniors | 16         | 1          |                 | -               | -               |                    | -                  | -                  |             | -           | -           | -      | -      |

### Cronologia presenze e reti in nazionale
| Cronologia completa delle presenze e delle reti in nazionale ― Argentina | Cronologia completa delle presenze e delle reti in nazionale ― Argentina | Cronologia completa delle presenze e delle reti in nazionale ― Argentina | Cronologia completa delle presenze e delle reti in nazionale ― Argentina | Cronologia completa delle presenze e delle reti in nazionale ― Argentina | Cronologia completa delle presenze e delle reti in nazionale ― Argentina | Cronologia completa delle presenze e delle reti in nazionale ― Argentina | Cronologia completa delle presenze e delle reti in nazionale ― Argentina |
| Data                                                                     | Città                                                                    | In casa                                                                  | Risultato                                                                | Ospiti                                                                   | Competizione                                                             | Reti                                                                     | Note                                                                     |
| ------------------------------------------------------------------------ | ------------------------------------------------------------------------ | ------------------------------------------------------------------------ | ------------------------------------------------------------------------ | ------------------------------------------------------------------------ | ------------------------------------------------------------------------ | ------------------------------------------------------------------------ | ------------------------------------------------------------------------ |
| 20-12-2000                                                               | Los Angeles                                                              | Argentina                                                                | 2 – 0                                                                    | Messico                                                                  | Reebok Cup                                                               | -                                                                        |                                                                          |
| 5-9-2001                                                                 | Buenos Aires                                                             | Argentina                                                                | 2 – 1                                                                    | Brasile                                                                  | Qual. Mondiali 2002                                                      | -                                                                        | 46’                                                                      |
| 14-11-2001                                                               | Montevideo                                                               | Uruguay                                                                  | 1 – 1                                                                    | Argentina                                                                | Qual. Mondiali 2002                                                      | -                                                                        | 82’                                                                      |
| 13-2-2002                                                                | Cardiff                                                                  | Galles                                                                   | 1 – 1                                                                    | Argentina                                                                | Amichevole                                                               | -                                                                        |                                                                          |
| 27-3-2002                                                                | Ginevra                                                                  | Argentina                                                                | 2 – 2                                                                    | Camerun                                                                  | Amichevole                                                               | -                                                                        | 76’                                                                      |
| 17-4-2002                                                                | Stoccarda                                                                | Germania                                                                 | 0 – 1                                                                    | Argentina                                                                | Amichevole                                                               | -                                                                        | 89’                                                                      |
| 2-6-2002                                                                 | Kashima                                                                  | Argentina                                                                | 1 – 0                                                                    | Nigeria                                                                  | Mondiali 2002 - 1º turno                                                 | -                                                                        |                                                                          |
| 7-6-2002                                                                 | Sapporo                                                                  | Argentina                                                                | 0 – 1                                                                    | Inghilterra                                                              | Mondiali 2002 - 1º turno                                                 | -                                                                        |                                                                          |
| 30-4-2003                                                                | Tripoli                                                                  | Libia                                                                    | 1 – 3                                                                    | Argentina                                                                | Amichevole                                                               | -                                                                        |                                                                          |
| 8-6-2003                                                                 | Osaka                                                                    | Giappone                                                                 | 1 – 4                                                                    | Argentina                                                                | Kirin Cup                                                                | -                                                                        |                                                                          |
| 11-6-2003                                                                | Seul                                                                     | Corea del Sud                                                            | 0 – 1                                                                    | Argentina                                                                | Amichevole                                                               | -                                                                        |                                                                          |
| 20-8-2003                                                                | Firenze                                                                  | Argentina                                                                | 3 – 2                                                                    | Uruguay                                                                  | Amichevole                                                               | -                                                                        |                                                                          |
| 9-9-2003                                                                 | Caracas                                                                  | Venezuela                                                                | 0 – 3                                                                    | Argentina                                                                | Qual. Mondiali 2006                                                      | -                                                                        |                                                                          |
| 19-11-2003                                                               | Barranquilla                                                             | Colombia                                                                 | 1 – 1                                                                    | Argentina                                                                | Qual. Mondiali 2006                                                      | -                                                                        | 19’                                                                      |
| 28-4-2004                                                                | Casablanca                                                               | Marocco                                                                  | 0 – 1                                                                    | Argentina                                                                | Amichevole                                                               | -                                                                        | 87’                                                                      |
| 27-6-2004                                                                | Miami                                                                    | Argentina                                                                | 0 – 2                                                                    | Colombia                                                                 | Amichevole                                                               | -                                                                        | 79’                                                                      |
| 30-6-2004                                                                | East Rutherford                                                          | Argentina                                                                | 2 – 1                                                                    | Perù                                                                     | Amichevole                                                               | -                                                                        | 90+2’                                                                    |
| 20-7-2004                                                                | Lima                                                                     | Argentina                                                                | 3 – 0                                                                    | Colombia                                                                 | Coppa America 2004 - Semifinale                                          | -                                                                        | 85’                                                                      |
| 18-8-2004                                                                | Fukuroi                                                                  | Giappone                                                                 | 1 – 2                                                                    | Argentina                                                                | Kirin Cup                                                                | -                                                                        | 47’                                                                      |
| 16-11-2004                                                               | Buenos Aires                                                             | Argentina                                                                | 3 – 2                                                                    | Venezuela                                                                | Qual. Mondiali 2006                                                      | -                                                                        | 79’ 85’                                                                  |
| 30-3-2005                                                                | Buenos Aires                                                             | Argentina                                                                | 1 – 0                                                                    | Colombia                                                                 | Qual. Mondiali 2006                                                      | -                                                                        | 79’                                                                      |
| 29-6-2005                                                                | Francoforte                                                              | Brasile                                                                  | 4 – 1                                                                    | Argentina                                                                | Conf. Cup 2005 - Finale                                                  | -                                                                        | [ 3 ]                                                                    |
| Totale                                                                   |                                                                          | Presenze                                                                 | 22                                                                       |                                                                          | Reti                                                                     | 0                                                                        |                                                                          |

## Palmarès

### Club

#### Competizioni nazionali
- Campionato francese: 1

Bordeaux: 2008-2009
- Coppa di lega francese: 2

Bordeaux: 2006-2007 2008-2009

#### Competizioni internazionali
- Supercoppa Sudamericana: 1

River Plate: 1997

### Nazionale

#### Competizioni giovanili
- Campionato mondiale Under-20: 1

1997